# Stearns (Kentucky)
Stearns is een plaats (census-designated place) in de Amerikaanse staat Kentucky, en valt bestuurlijk gezien onder McCreary County.

## Demografie
Bij de volkstelling in 2000 werd het aantal inwoners vastgesteld op 1586.

## Geografie
Volgens het United States Census Bureau beslaat de plaats een oppervlakte van
10,4 km², geheel bestaande uit land.

## Plaatsen in de nabije omgeving
De onderstaande figuur toont nabijgelegen plaatsen in een straal van 28 km rond Stearns.